# Odebrecht (Familie)
Die Odebrecht waren ein in Vorpommern seit Ende des 17. Jahrhunderts verbreitetes Geschlecht von  Juristen, Medizinern und Geistlichen, das in der Stadt Greifswald, später auch in Wolgast einen wichtigen Lebensmittelpunkt hatte und sich in der zweiten Hälfte des 19. Jahrhunderts auch nach Brasilien ausdehnte, um dort ein großes Wirtschaftsimperium aufzubauen.
Als Stammvater gilt ein Paul Odebrecht, der 1619 Besitzer eines Freischulzenguts zu Witteborn in Mecklenburg-Strelitz war. Er verkaufte das Gut, ging dann über Friedland nach Greifswald und heiratete hier 1653 eine Elisabeth Barkholz. Mit ihr hatte er zwei Töchter und den Sohn Andreas I.
A1. Andreas I. († 1697) ⚭ Margaretha Gülzow
B1. Andreas II. (1671–1732) ⚭ Christiana Dorothea Gletzel († 1765), Pastor in Groß Kiesow
C1. Andreas III. (1716–1791) ⚭ Maria Elisabeth Wilde, Bürgermeister in Greifswald
D1. Andreas IV. (1756–1831), Jurist in Greifswald
D2. Johann Hermann (1757–1821), Bürgermeister in Greifswald
E1. Johanna (1794–1856), Stifterin in Greifswald
E2. Hermann Theodor (* 1802), Altermann in Greifswald
F1.Otto (1833–1860), Maler in Düsseldorf
E3. Carl Wilhelm Ferdinand (* 1807)
C2. Joachim Georg (1725–1801) ⚭ Barbara Regina Müller († 1811), Stadtphysikus in Wolgast
D1. Otto (1768–1853) ⚭ Dorothea Hoefer, Pastor in Hohendorf (Wolgast)
E1. Theodor (1802–1866) ⚭ Franziska Höfer, Direktor des Kreisgerichts in Berlin
F1. Paul (1839–1909), Versicherungsbeamter in Berlin
G1. Rudolf (1883–1945), Philosoph in Berlin
E2. Ludwig (* 1805), Prediger in Stettin
E3. Eduard (* 1809), Pastor in Hohendorf
D2. Carl (1771–1837) ⚭ Dorothea Bartels († 1854), Altermann der Wolgaster Kaufmannschaft
E1. Carl (* 1799)
E2. Wilhelm (* 1801)
E3. August (1803–1877) ⚭ Albertha L’oeillot de Mars (1808–1885), Kreisgerichtsrat in Anklam
F1. Emil (1835–1912) ⚭ Bertha Bichels (1844–1910), wanderte nach Brasilien aus
G1.Friedrich Edmund Heinrich (1864–1908) ⚭ Dorothea Gertrud Cecilie Altenburg (1870–1946)
H1. Emilio (1894–1962) ⚭ Hertha Hinsch (* 1894), Unternehmer in Brasilien
I1. Norberto (1920–2014) ⚭ Yolanda Balallai Alves (* 1920), Gründer der Unternehmensgruppe Odebrecht
J1.  Emílio Alves (* 1945), Präsident der Unternehmensgruppe Odebrecht
K1. Marcelo (* 1968)
D3. Gottlieb (1780–1842) ⚭ Friederika Hoefer, Justiz- und Hofgerichtsrat in Greifswald
E1.Amadeus (* 1808) Justizrat und Rechtsanwalt
E2. Emil (* 1812), Gutspächter in Vanselow, später in Rostock wohnhaft